# Passatge de Santa Eulàlia
El passatge de Santa Eulàlia és un dels quatre passatges particulars del barri de Vilapicina i la Torre Llobeta de Barcelona que fou creat a la dècada dels anys 20.

## Història
A començament del segle XX en el barri de Santa Eulàlia de Vilapicina, la propietària de l'heredat de Can Garrigó, Maria dels Àngels Puig i España començà a parcel·lar i vendre les seves terres per a construir cases, ja que des del 1896 els terrenys havien passat a classificar-se com a urbanitzables.

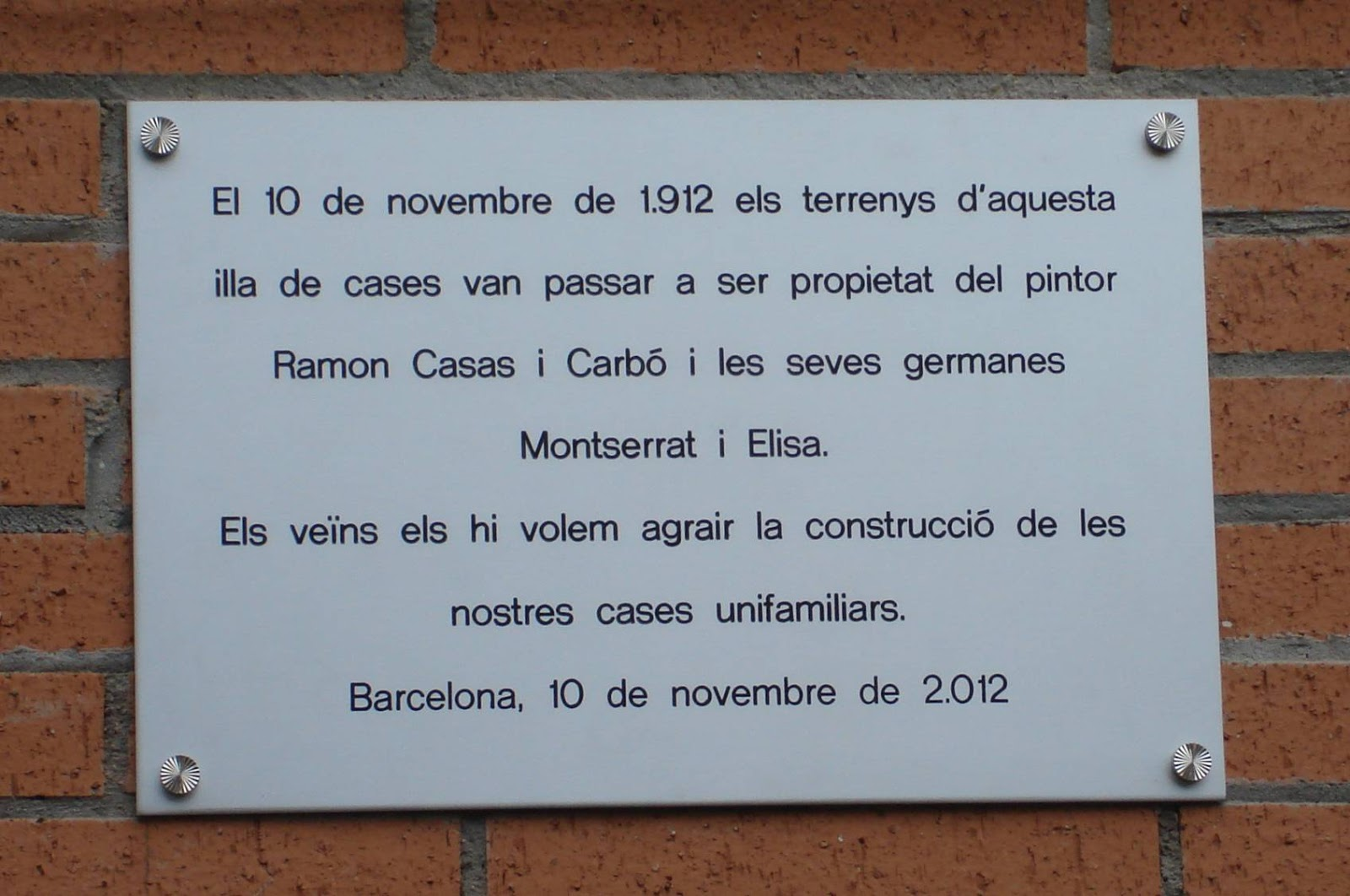
Placa del centenari

El 21 de març de 1902, la família Casas-Carbó comprà tres d'aquestes finques que en un primer moment continuaren sent de conreu. Quan el 1912 morí Elisa Carbó i Ferrer els terrenys passaren als seus tres fills: Montserrat, Ramon i Elisa Casas i Carbó.
A principis de 1928, el fill d'Elisa, Santiago Codina i Casas decidí edificar una d'aquestes finques per donar solució a la manca d'habitatges a la zona. Volgué construir tota l'illa amb cases de planta baixa i pis, amb un petit jardí al davant i un pati al darrere. Aquest projecte incloïa la urbanització d'un passatge central per a donar accés a les cases i que fou classificat com a servitud per als veïns de l'illa. L'obra no fou ideada per a ser construïda de cop sinó en diverses fases. Santiago Codina encarregà la feina a l'arquitecte Josep Maria Ros i Vila que més endavant també treballaria per a la família en la reforma de la Casa Codina del passeig de Gràcia nº94 i l'hotel i la Capella de Sant Bernat de Menthon al Montseny.
La primera fase començà el 7 de març de 1928 amb la construcció de 4 cases i un garatge al carrer d'Escòcia que un cop acabades es llogaren. Després, arribaren la segona, tercera i quarta fase de construcció, aquesta amb data de 29 d'octubre de 1931. Just 4 mesos més tard, morí sense descendència el pintor Ramon Casas i Carbó que era un dels propietaris. Aquesta data significà l'aturada de les obres quan encara no s'havia completat la construcció de tota l'illa. L'any 1932 es batejà el passatge particular amb el nom de Passatge de Santa Eulàlia, en honor del nom del barri on s'havien construït les cases.
En aquell moment els propietaris de la finca que s'estava urbanitzant eren l'Elisa Casas i Carbó i els nets de la seva germana Montserrat, Àngels i Eduardo Rocamora i Nieto, marquès de Villamizar. A partir de 1935, els terrenys pendents d'edificar començaren a vendre's i més endavant, també les cases originals ja construïdes, sobretot després de la mort de Santiago Codina, el 17 de maig de 1948.
El 15 d'octubre de 1947 l'Ajuntament de Barcelona aprovà el Reglament Especial del Passatge de Santa Eulàlia on protegia a l'illa de construccions elevades i així mantenir l'estil de les cases dels anys 20. A partir d'aquest moment, totes les noves construccions havien de complir amb determinades condicions obligatòries, com una altura màxima de dos pisos més terrassa, un pati davanter i un pati posterior.
Un cop aprovat el Pla General Metropolità de 1976 (PGM-76) l'illa quedà afectada urbanísticament on es preveia l'enderroc de totes les casetes per a construir dos blocs d'edificis per reubicar als veïns i mantenir una part com a zona verda. Els veïns s'uniren per intentar que el projecte no prosperés, però el 14 de juliol de 1976 s'aprovà definitivament el pla.
El 10 de novembre de 2012 els veïns col·locaren al passatge de Santa Eulàlia una placa commemorativa del centenari en què l'illa havia passat a ser propietat del pintor Ramon Casas i les seves germanes, Montserrat i Elisa. A més, se celebrà un acte d'agraïment a la família Casas per a la construcció de les cases. L'acte fou presidit per la regidora del districte de Nou Barris, Irma Rognoni i Viader.
El 12 d'abril de 2013 els veïns de l'illa amb el suport de l'Arxiu Històric de Roquetes-Nou Barris, l'Associació de Veïns de Torre Llobeta-Vilapicina i els descendents de la família Casas es constituïren com a Associació de Veïns de l'illa del passatge de Santa Eulàlia per intentar eliminar l'afectació urbanística que existeix sobre les seves cases.
L'any 2017 el Consell Plenari va aprobar una Modificació del Pla General Metropolità pel qual desafectava les parcel·les i se'n fixava la fesonomia per tal de mantenir l'estètica del passatge. La secció no edificada del passatge passa a ser zona verda i nous habitatges dotacionals. El vial en si passa a ser de propietat municipal per tal que deixi de ser un vial privat sense asfaltar.
El 2024 la zona verda, habitatges i pavimentació encara no s'havien dut a terme.